# AquaBabes
AquaBabes je hudební projekt, který vznikl s cílem podporovat v Česku mladé talenty a pomoci jim nastartovat hudební a uměleckou kariéru. Funguje tak na bázi talentové platformy. Jeho organizátorem je hudební vydavatelství Universal Music za podpory značky pramenité vody Aquila. Projekt AquaBabes byl poprvé realizován v roce 2014.
Koncept projektu má od svého vzniku obdobný průběh. Odborná porota vybírá každý rok prostřednictvím castingu umělecky nadané dívky, které následně utvoří hudební skupinu. Té je na dobu jednoho roku propůjčena značka AquaBabes, pod níž dívky nahrají píseň a natočí videoklip. Získávají tak zároveň možnost dostat se do prostředí profesionálů z hudebního a kulturního průmyslu, což jim má následně pomoci v rozvoji vlastní kariéry.
Sestava AquaBabes se vzhledem k charakteru projektu každý rok mění. Vybírány jsou zpravidla dívky s hudebním vzděláním či praktickými zkušenostmi z vystupování na koncertech, v muzikále nebo divadle. Šanci ale dostávají i talentované dívky, které zatím žádné profesionální zkušenosti nemají.

## Přehled jednotlivých ročníků

### 1. ročník (2014)
Pilotní ročník projektu odstartoval v roce 2014. První sestavu AquaBabes tvořilo šest dívek – Barbora Fialová, Ivy Hoang, Angeé Svobodová, Elly Zoubková, Anna Lipoldová, Karolína Klímová. Šestice se proslavila písní Neříkej mi baby. Ta se následně stala nejsledovanějším českým hudebním videoklipem na YouTube pro rok 2014. Kapela poté na hudebním poli působila dva roky pod názvem Basix. Na televizních obrazovkách se navíc pravidelně objevuje Ivy Hoang (herečka v seriálu TV Prima Ohnivý kuře) a bývalá členka Angeé Svobodová (tanečnice v pěvecké reality show TV Nova Tvoje tvář má známý hlas).
Na pěveckou sólovou dráhu se z této šestice vydala Eliška Zoubková, která vystupuje pod jménem Elly Zoubková.

### 2. ročník (2015)
AquaBabes pro rok 2015 utvořila pětice dívek ve složení Ilona Maňasová, Míša Mrázková, Aneta Vaňková, Monika Pavlačková a Karolína Blehová. Sestava společně nahrála singl Čistá jako láska. Video k písni získalo v roce 2015 první příčku v žebříčku nejsledovanějších reklam na YouTube. Tři ze členek (Aneta, Ilona a Karolína) společně do konce roku 2016 nadále fungovaly jako hudební skupina May-cup. Od roku 2018 je Karolína Blehová hlavní tváří dnes úspěšného hudebního projektu pro děti Kája a Bambuláček. Ilona Maňasová navíc působí na pražských muzikálových scénách.

### 3. ročník (2016)
Do třetího ročníku AquaBabes bylo vybráno šest dívek – Eliška Černá, Melinda Noáková, Sabina Olijve, Nikola Tesařová, Marie Svobodová a Sára Milfajtová. Na konci dubna 2016 vydaly svůj debutový singl Nejsem další. Klip k písni vznikl stejně jako v předešlých letech pod taktovkou izraelského režiséra Yariva Gabera, který spolupracoval např. se Savage Garden (Crash And Burn), The Offspring (The Kids Aren't Alright) či Third Eye Blind (Jumper). I jemu se dostalo ocenění nejsledovanější reklamy na YouTube pro rok 2016. Z třetí sestavy AquaBabes je mezi publikem nejznámější členkou Melinda Noáková, která se v roce 2015 účastnila čtvrté sezóny pěvecké soutěže SuperStar, kde se probojovala až do semifinále. Zkušenost z talentové soutěže má za sebou i Eliška Černá (třetí sezóna televizní show Česko Slovensko má talent) a Sára Milfajtová (druhá sezóna Česko Slovenské SuperStar a druhá sezóna pěvecké soutěže Hlas Česko Slovenska).

### 4. ročník (2017)
Členkami čtvrtého ročníku projektu AquaBabes se staly Mária Bikárová, Stiliana Dimitrova, Tereza Pufferová, Markéta Chládková a Petra Hůrková. Na jaře 2017 představila tato pětice posluchačům skladbu Tvoje múza, kterou doprovází originální videoklip s motivem létání v oblacích. Ten si vysloužil ocenění nejoblíbenější reklamy na českém YouTube za druhé čtvrtletí roku 2017. Benjamínek čtvrté sestavy AquaBabes, Tereza Pufferová, se během roku 2017 stala nejmladší rosničkou ve vysílání České televize. Diváci ji tak mohou pravidelně vídat v pořadu Dobré ráno na ČT2.

### 5. ročník (2019)
Členkami pátého ročníku AquaBabes se staly Viah, Eleni, Aiko, Zuzka, Simona a Denisa. V létě 2019 vydaly singl vůbec poprvé v angličtině, který nese název „Living my life“.

## Obsazení AquaBabes
| Sezóna | Rok  | Členky             | Píseň            |
| ------ | ---- | ------------------ | ---------------- |
| 1      | 2014 | Barbora Fialová    | Neříkej mi baby  |
| 1      | 2014 | Ivy Hoang          | Neříkej mi baby  |
| 1      | 2014 | Angeé Svobodová    | Neříkej mi baby  |
| 1      | 2014 | Elly Zoubková      | Neříkej mi baby  |
| 1      | 2014 | Anna Lipoldová     | Neříkej mi baby  |
| 1      | 2014 | Karolína Klímová   | Neříkej mi baby  |
| 2      | 2015 | Ilona Maňasová     | Čistá jako láska |
| 2      | 2015 | Míša Mrázková      | Čistá jako láska |
| 2      | 2015 | Aneta Vaňková      | Čistá jako láska |
| 2      | 2015 | Monika Pavlačková  | Čistá jako láska |
| 2      | 2015 | Karolína Blehová   | Čistá jako láska |
| 3      | 2016 | Eliška Černá       | Nejsem další     |
| 3      | 2016 | Melinda Noáková    | Nejsem další     |
| 3      | 2016 | Sabina Olijve      | Nejsem další     |
| 3      | 2016 | Nikola Tesařová    | Nejsem další     |
| 3      | 2016 | Marie Svobodová    | Nejsem další     |
| 3      | 2016 | Sára Milfajtová    | Nejsem další     |
| 4      | 2017 | Mária Bikárová     | Tvoje múza       |
| 4      | 2017 | Stiliana Dimitrova | Tvoje múza       |
| 4      | 2017 | Tereza Pufferová   | Tvoje múza       |
| 4      | 2017 | Markéta Chládková  | Tvoje múza       |
| 4      | 2017 | Petra Hůrková      | Tvoje múza       |
| 5      | 2019 | Viah               | Living my life   |
| 5      | 2019 | Eleni              | Living my life   |
| 5      | 2019 | Aiko               | Living my life   |
| 5      | 2019 | Zuzka              | Living my life   |
| 5      | 2019 | Simona             | Living my life   |
| 5      | 2019 | Denisa             | Living my life   |